# Antonio María Romeu
Antonio María Romeu Marrero (Jibacoa, 11 settembre 1876 – L'Avana, 18 gennaio 1955) è stato un pianista cubano.
La sua orchestra fu la leader delle charanga per più di trent'anni. Era specializzata nel danzón.

## Vita e opere
Romeu studiò musica nel 1884 con Joaquín Mariano Martínez e suonò il pianoforte della chiesa di Jibacoa. All'età di tredici anni compose il suo primo pezzo e nel 1889 si trasferì a L'Avana per suonare nei locali. Fu preso a suonare nell'Orquesta Cervantes, una delle tante charangas fondate all'inizio del XX secolo. Questa in particolare fu la prima ad introdurre il piano.
Romeu fondò la sua personale orchestra nel 1910 con il nome di Orquesta Romeu. I membri iniziali erano: Romeu (piano); Feliciano Facenda (violino); Alfredo Valdés (flauto); Rafael Calazán (contrabbasso); Remigio Valdés (timbales); Juan de la Merced (güiro). Nel 1920 si aggiunsero Francisco Delabart (flauto); Augusto Valdés (clarinetto); Juan Quevedo (violino); Aurelio Valdés e Félix Vásquez (güiro); Antonio Ma. Romeu (figlio, violino); Pedro Hernández (violino); Dihigo (tromba); Regueira (trombone) e José Antonio Díaz (flauto). Nel 1930 l'orchestra aggiunse altri musicisti e divenne, per un breve periodo, una 'big band'.

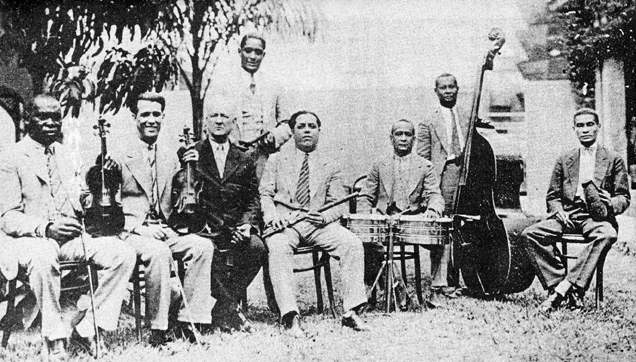
Orquesta Romeu
con Romeu (vestito nero) & Fernando Collazo, fine anni venti

Il danzón, fin dalla sua nascita intorno al 1870, era un genere puramente strumentale. Nel 1927 i gruppi musicali cominciarono ad introdurre un cantante. Nel caso della Orquesta Romeu furono: all'inizio Fernando Collazo, negli anni trenta Barbarito Diez. Dall'inizio e per tutta la sua carriera Romeu suonò con musicisti di tutte le razze, come tutte la band cubane dal 1800.
Quando Romeu morì, l'orchestra fu diretta per un periodo dal figlio, quindi da Barbarito Diez. Suona ancora oggi con il nome di Orquesta de Barbarito Diez.

## Musica
Romeu scrisse quasi 500 danzón, molti dei quali furono riadattati per altri generi di musica cubana; alcuni sono totalmente originali, altri sono ri-arrangiamenti di pezzi preesistenti. Il suo brano più famoso è sicuramente Tres lindas cubanas che era un arrangiamento di un vecchio pezzo. Altri famosi danzón sono Siglo XX, La danza do los milliones, El servicio obligartorio, Cinta azul, El mago de las teclas, Jíbacoa, e La flauta magica (in collaborazione con Alfredo Brito). L'arrangiamento di Guarina e Perla marina (Sindo Garay), Mares y arenas (Rosendo Ruiz), Mercedes (Manuel Corona), Aquella boca (Eusebio Delfín), La cleptomanía (Manuel Luna) sono testimonianze della sua bravura come arrangiatore.